# 亨宁根
亨宁根是德国莱茵兰-普法尔茨州的一个市镇。总面积10.02平方公里，总人口1082人，其中男性530人，女性552人（2011年12月31日），人口密度108人/平方公里。